# 定山渓森林鉄道
定山渓森林鉄道（じょうざんけいしんりんてつどう）は、北海道札幌市南区にあった木材の輸送に利用された森林鉄道。

## 概要
1941年に営業開始した森林鉄道で、当時は札幌郡豊平町の定山渓にあった森林鉄道である。始発点は、定山渓鉄道線定山渓駅近くである。
営業開始時期および廃線時期については、情報が錯綜している。

## 路線データ
- 本線　定山渓 - 定山渓事業部　14.0km
- 右股支線　二股 - 右股　8.4km

## 歴史
- 1938年　定山渓森林鉄道、着工[1]
- 1940年　定山渓森林鉄道　営業開始との情報[2]
- 1941年　定山渓森林鉄道、営業開始[1]
- 1948年　定山渓森林鉄道の右股支線の建設始まる[1]
- 1954年　右股支線が完成する[1]
- 1968年　定山渓森林鉄道、廃止[1]
- 1972年　定山渓森林鉄道、廃止との情報[2]